# یواس‌اس ویلامت (ای‌او-۱۸۰)
یواس‌اس ویلامت (ای‌او-۱۸۰) (به انگلیسی: USS Willamette (AO-180)) یک کشتی است که طول آن ۷۰۰ فوت (۲۱۰ متر) می‌باشد. این کشتی در سال ۱۹۸۱ ساخته شد.